# Phyllodoce ferruginea
Phyllodoce ferruginea är en ringmaskart som beskrevs av Moore 1909. Phyllodoce ferruginea ingår i släktet Phyllodoce och familjen Phyllodocidae. Inga underarter finns listade i Catalogue of Life.